# 罗时霖
羅時霖（1499年—？），字汝濟，江西泰和縣人，明朝政治人物。同进士出身。

## 生平
嘉靖十九年（1540年）江西鄉試第五十七名舉人。嘉靖二十年（1541年）辛丑科會試第二百六十名，廷試第三甲第三十九名進士。罗时霖曾于嘉靖年间接替廖天明任邵武府知府一职，嘉靖年间由彭应麟接任。累升貴州布政司左參政，四十一年三月升本省按察使。

## 家族
曾祖羅方昌；祖父罗仲玑；父羅貴康，壽官。母陳氏。严侍下。